# Higganum
Higganum statisztikai település az USA Connecticut államában, Middlesex megyében. Lakosainak száma 2089 fő (2020. április 1.).

## Népesség
A település népességének változása:

| 2010 | 1 698 |
| 2020 | 2 089 |